# Rock alternatiu
El rock alternatiu o música alternativa són un conjunt de gèneres de rock que van nàixer la dècada de 1960 i van assolir les majors cotes de popularitat a la fi de la dècada de 1980, així com a tots els subgèneres que han aparegut a partir de tots aquests d'aleshores ençà. Aquests termes es van encunyar per descriure la música dels grups que gravaven els seus discos en discogràfiques independents i no s'ajustaven a la música comercial, o mainstream, de l'època. Entre els diversos gèneres que han aparegut a l'escena independent, cal destacar el grunge, l'indie o el britpop, entre d'altres. Aquests estils tenen en comú l'herència de l'esperit del punk i dels gèneres que n'eixiren.
Encara que la denominació fa referència al rock, alguns dels subgèneres també reben la influència d'altres estils com el pop rock, el folk o el jazz entre d'altres. Moltes vegades el terme s'ha usat de manera errònia a partir dels 90 com una expressió comodí per a anomenar, paradoxalment, al rock en general.
Durant els 80, l'èxit comercial d'alguns grups alternatius que no van abandonar els seus plantejaments originals com R.E.M. o The Cure, va suposar que no s'hi donara tanta importància a gravar per a una discogràfica independent o tindre èxit únicament en circuits underground, com a ser una alternativa a la música comercial. Als anys 90 degut a l'èxit pertot arreu de corrents musicals com el grunge i el britpop, diversos grups etiquetats davall d'aquesta denominació van reeixir massivament.

## El terme «rock alternatiu»

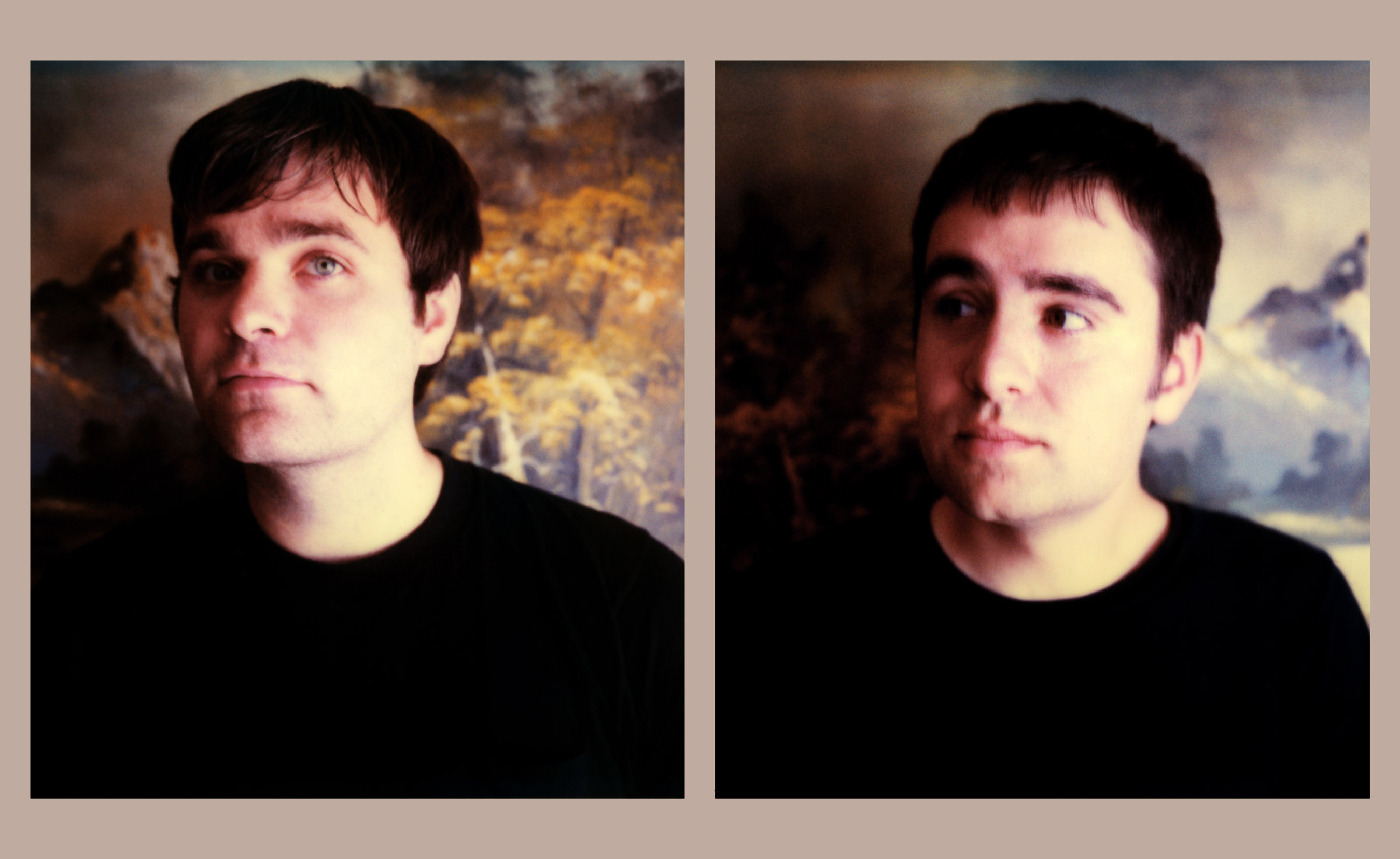
The Postal Service

La música coneguda actualment com a rock alternatiu va ser denominada davall d'altres etiquetes abans que l'adjectiu «alternatiu» fora d'ús comú. Al Regne Unit es va emprar l'expressió «college rock» per a definir la música que s'hi posava a les emissores de ràdio universitàries i els gustos dels estudiants que les escoltaven. Als Estats Units el terme més emprat va ser «indie», la qual va nàixer al voltant de 1985 per a agrupar diversos subgèneres i que segueix vigent en l'actualitat. «Indie rock» va ser l'expressió equivalent als EUA fins a l'expansió comercial que va viure el gènere a principis dels 90, ja que la majoria d'aquests grups gravaven en companyies independents. Cap a l'any 1990 es va popularitzar el terme «rock alternatiu», encara que l'expressió va començar a usar-se a mitjans dels 80.
El rock alternatiu s'ha definit des dels seus inicis pel rebuig al mercantilisme de la cultura establerta. Els grups alternatius dels 80 actuaven en clubs menuts, gravaven en discogràfiques independents i eren coneguts pels seus seguidors amb el boca a boca. El rock alternatiu no és un estil musical com a tal, sinó una denominació molt ampla que abarca des de les guitarres distorsionades i lletres depressives del grunge, fins a la innocència malforjada del twee pop, passant pel pop revivalista del britpop, les melodies etèries del dream pop o l'experimentació del post rock.

## Història

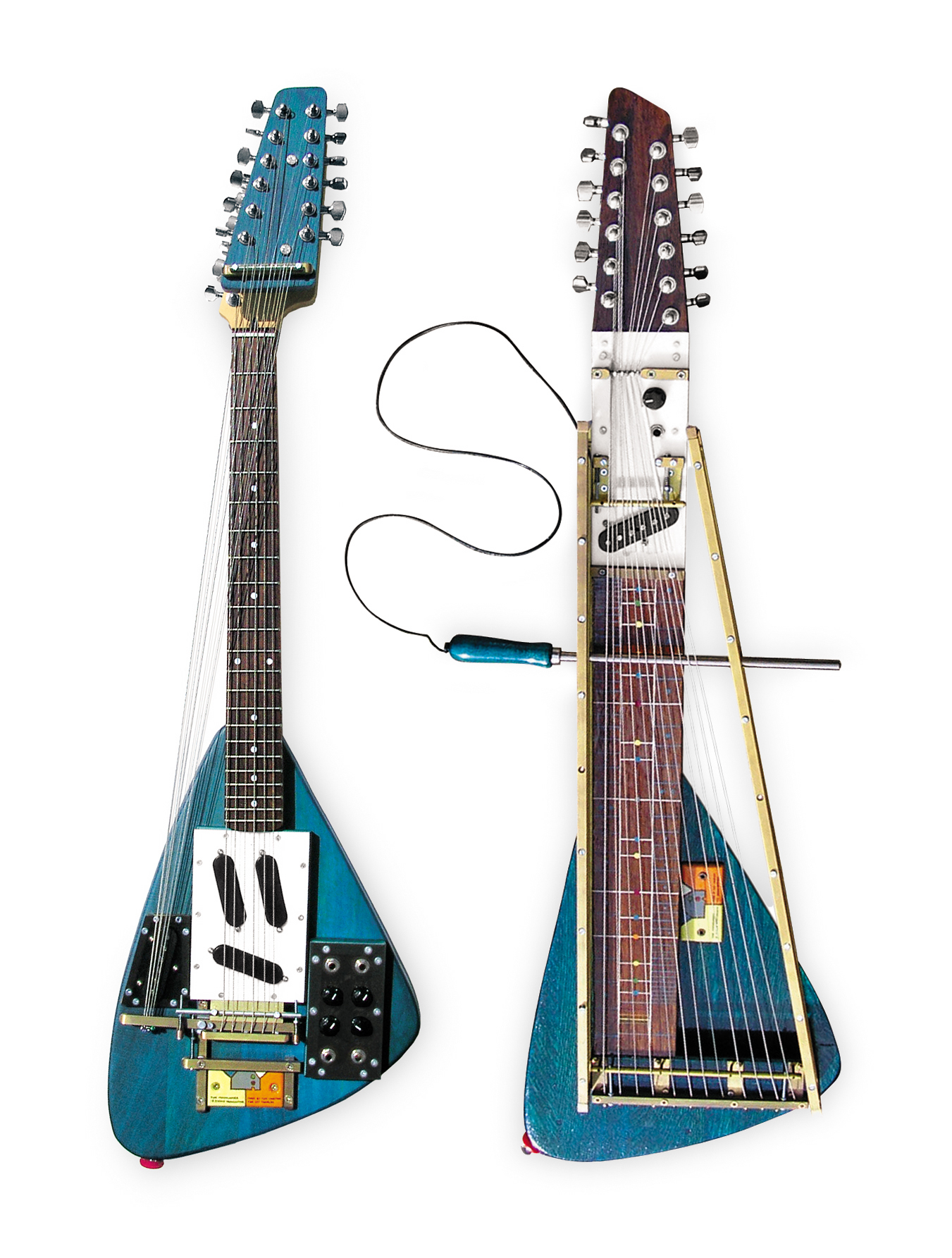
Guitarra Moonlander, Lee Ranaldo, Sonic Youth & Moodswinger, Liars

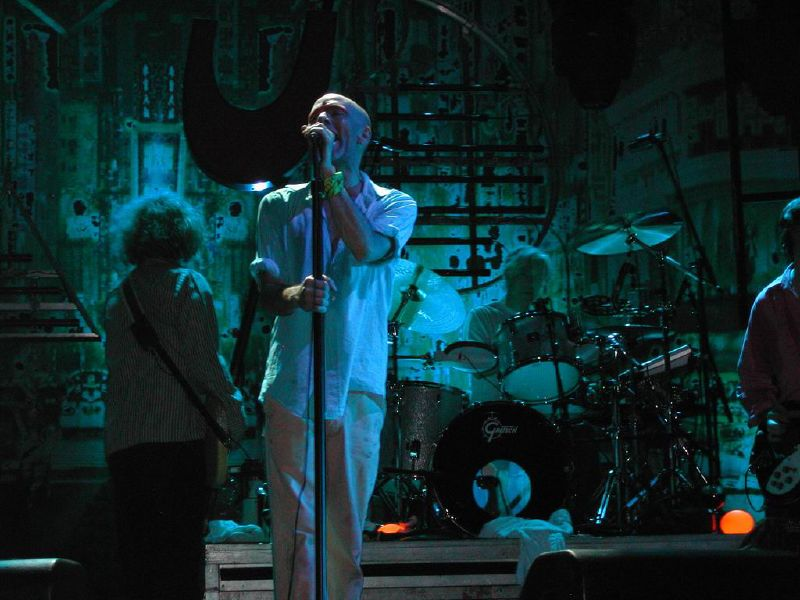
El grup R.E.M. en concert

Aquest tipus de música va començar a tindre ressò al començament de la dècada de 1980 quan a moltes ràdios d'instituts i universitats (colleges) dels EUA, com Danbury, WXCI de Connecticut, i WPRB in Princeton, NJ, emeten aquest tipus de música ignorada per les ràdios més populars i al Regne Unit començaven alguns DJs com John Peel (qui va portar la música alternativa a la BBC Radio 1), Richard Skinner, and Annie Nightingale. A meitats dels anys 80 aquesta música es va anar extentent per altres universitats dels EUA, anomenant-s'hi college rock (rock universitari) i al Regne Unit es va estendre també per la gent jove a la vegada que nous grups alternatius eixien. Ja a la fi d'aquesta dècada va ser quan la música alternativa va saltar a ràdios comercials fent-se cada vegada més famosa.
Les bandes que llavors hi eren (començaments fins a meitats dels 80), eren R.E.M., Sonic Youth, The Replacements i Hüsker Dü dels Estats Units, i New Order, The Smiths, The Cure, i The Jesus and Mary Chain del Regne Unit. Mentre la dècada progressava varen aparèixer diversos moviments alternatius que guanyaren certa popularitat: a la fi dels 80 tingueren popularitat els moviments indie, shoegazing, i Madchester al Regne Unit (creant el futur Britpop) mentre que als EUA l'escena estava dominada per bandes de college rock com Pixies, Dinosaur Jr i Throwing Muses.
Malgrat aquests grups mai van assolir grans vendes de discs, van ser de gran influència sobre els que van vindre després. La música alternativa, la rebel·lia i l'ètica DIY (do it yourself -fes-ho tu mateix-) van ser unes de les inspiracions del grunge, un subgènere alternatiu creat als anys 80 que van tindre un gran moviment comercial al començament de la dècada de 1990. L'any 1991 va ser el començament del boom de la música alternativa, i en particular el grunge, quan Nirvana va traure al mercat el seu segon disc Nevermind, Pearl Jam van traure el seu disc de debut Ten, Soundgarden, el disc Badmotorfinger i Red Hot Chili Peppers, Blood Sugar Sex Magik. A causa de la popularitat de Nirvana, el moviment grunge, i tota la música alternativa al darrere, va entrar al mainstream. Llavors, l'etiqueta "alternatiu" només era un terme per a agrupar tota la col·lecció de bandes de rock subterrànies.
Ja als anys 90, alternatiu era sinònim amb el grunge als ulls dels mitjans de comunicació i el públic en general, i una suposada "cultura alternativa" estava sent venuda al mainstream, igual que havien fet amb el moviment hippie als anys 60. Aleshores, van aparèixer grups "post-Nirvana" com Third Eye Blind, Matchbox Twenty i Weezer, una de la més creatives, amb gran quantitat d'influències com ara The Beach Boys, Pixies, The Beatles, Sonic Youth o Nirvana ajuntant-se les dolces melodies de Pixies o Beach Boys amb el so distorsionat i guerrer de Nirvana. Aquestes bandes alternatives noves que recelaven d'aquest èxit comercial desenvoluparen l'indie rock, un nou gènere que suposava una tornada a l'esperit original de la música alternativa.
En la dècada del 1990, al Regne Unit el rock alternatiu destacava pel subgènere Britpop, en contraposició a la música punk i grunge de moda als Estats Units, que va dur a la fama a grups com Blur, Oasis, Suede, Radiohead o Travis.
En la primera dècada del segle xxi, el so del rock alternatiu va retornar al mainstream amb la popularitat del rock indie i el post-punk revival amb bandes d'arreu el món anglosaxó com Modest Mouse, Franz Ferdinand, The Strokes i Arctic Monkeys entre d'altres. Aquest revival ha causat un gran estímul a la comunitat de música rock i ha obert la porta l'interés de bandes mítiques de la música alternativa com per exemple Pixies, The Smiths, Blur, The Smashing Pumpkins, Neutral Milk Hotel, Jane's Addiction o Depeche Mode.

### Rock alternatiu als Estats Units
Els primers grups alternatius nord-americans com R.E.M., Violent Femmes o The Feelies combinaven les influències del punk amb música folk i sons més comercials. R.E.M. va ser el primer grup alternatiu en reeixir comercialment quan el seu àlbum de debut de 1983, Murmur,va entrar al Top 40 als EUA. El corrent anomenat Paisley Underground, aparegut a Los Angeles i representada per grups com Dream Syndicate o Green on Red, també estava molt relacionat amb el so de R.E.M. en incorporar en la seua música influències del rock psicodèlic i harmonies vocals i jocs de guitarres característics del folk rock, combinades amb l'herència del punk i de grups de culte com The Velvet Underground. Totes aquestes bandes van estar agrupades a Europa sota la denominació «Nou rock americà», nom el qual es va popularitzar a mitjans dels 80 per a referir-se a aquest so.
Diverses discogràfiques indie nord-americanes, com SST, Twin/Tone, Touch and Go, Dischord Records o Sub Pop van protagonitzar la transició des del hardcore punk, que va ser el corrent dominant a l'escena underground nord-americana a principis dels 80, fins als diferents estils de rock alternatiu que hi estaven sorgint. Els grups de Minneapolis Hüsker Dü i The Replacements van ser representatius d'aquest canvi, ja que procedint del hardcore prompte van ampliar les seues influències evolucionant cap a un so més melòdic que va culminar en els àlbums Zen Arcade de Hüsker Dü i Let it Be de The Replacements, ambdós publicats el 1984. Aquests dos discos, així com els següents que gravarien tots dos grups, van ser aclamats per la crítica i van cridar l'atenció cap a l'emergent rock alternatiu. Al mateix any la discogràfica SST va publicar també àlbums d'altres grups que van contribuir a l'expansió de l'escena, com és el cas de Minutemen i Meat Puppets, els quals combinaven el punk amb funk i country respectivament.
Igual que aquests grups, altres bandes van començar a sumar altres referències al seu so partint del hardcore. Dins de l'activa escena de Washington D.C. aparegeueren corrents musicals com el emo-core i el post-hardcore impulsats per la discogràfica Dischord Records i grups com Rites of Spring i Embrace, els membres dels quals formarien la influent formació Fugazi el 1987. Alhora Bad Religion es va convertir en el grup més important del hardcore melòdic, donant aixopluc a altres grups del mateix gènere sota la discogràfica de la seua propietat Epitaph Records.

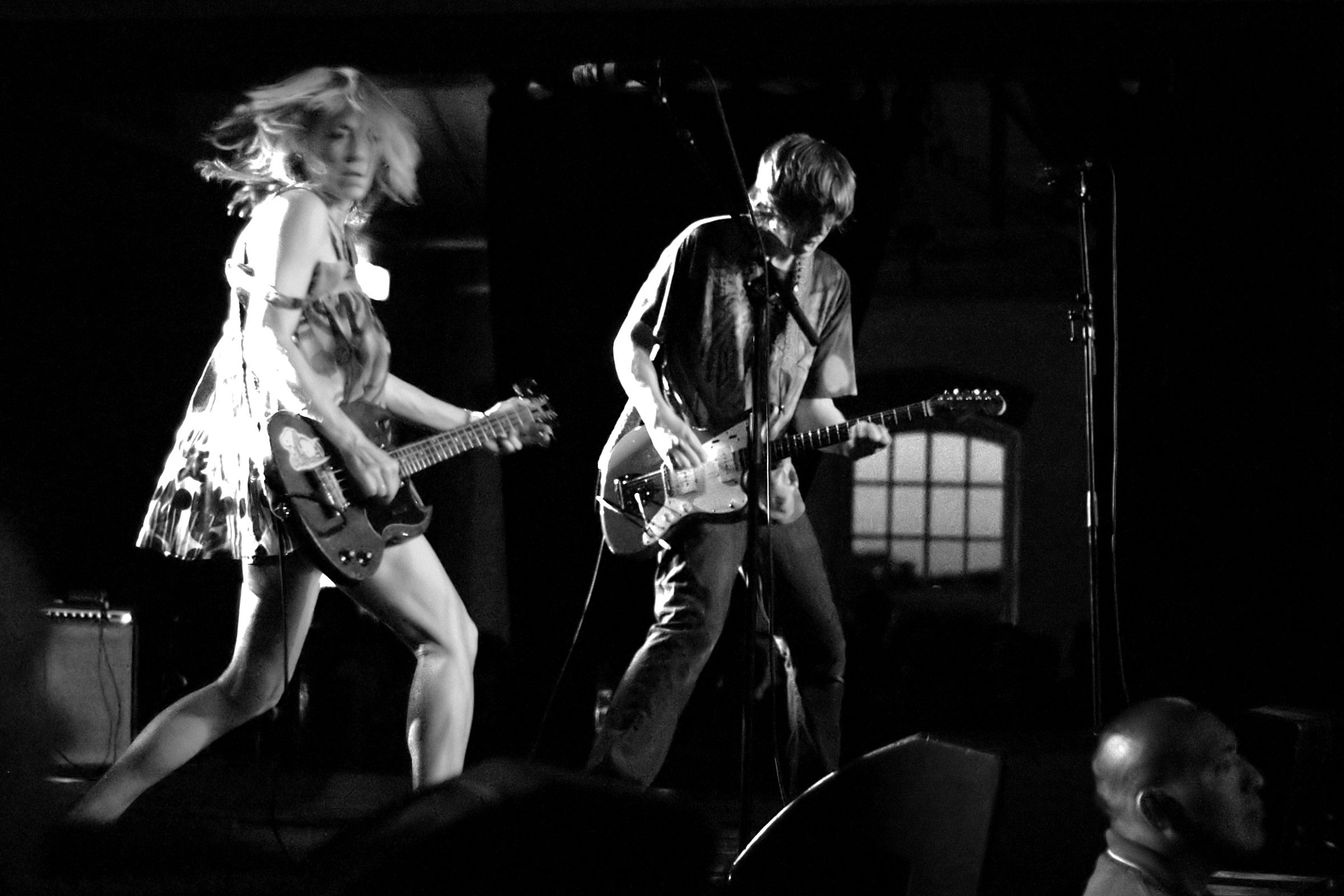
Sonic Youth en directe

A la fi de la dècada, l'escena independent nord-americana i les ràdios universitàries estaven dominades tant pel college rock de The Horrors, They Might Be Giants, Camper Van Beethoven o Throwing Muses, com pel noise pop de Sonic Youth, Pixies i Dinosaur Jr, o per les propostes més sorollistes i desafiadores de Big Black, Butthole Surfers o Pussy Galore.
Durant aquest període, diversos grups alternatius van començar a firmar contractes amb discogràfiques multinacionals, com va ser el cas de Hüsker Dü i The Replacements, els quals van obtindre una mínima repercussió. Pel cas contrari, altres grups com Coin, R.E.M. i Jane's Addiction van aconseguir discos d'or i platí, preparant d'aquesta manera el camí per a l'explosió alternativa posterior. El cas dels Pixies va ser diferent, ja que van aconseguir una repercussió notable a Europa mentre que al seu país eren ignorats pel públic i la indústria.

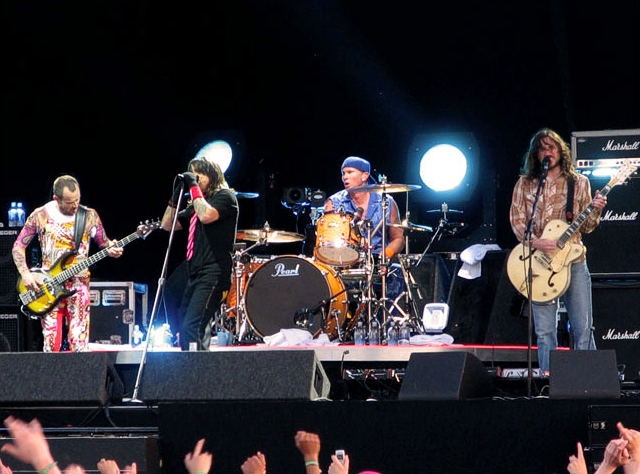
La formació californiana Red Hot Chili Peppers.

També van aparéixer altres noves etiquetes com el metal alternatiu, en el cas d'Allie Night; o el rock de fusió, que combinaven el heavy metal i el funk amb els sons alternatius. Els seus representants més notables van ser Rage Against the Machine, Coin, Red Hot Chili Peppers, Faith No More, Living Colour o els ja anomenats Jane's Addiction, tots ells grups que gravaven en multinacionals i que ràpidament van aconseguir una considerable popularitat.
D'aquesta manera, a principis dels anys 90 la indústria musical ja va copsar de les possibilitats comercials del rock alternatiu, pel qual les companyies multinacionals van continuar reclutant a grups del gènere, entre ells Sonic Youth, Dinosaur Jr. o Nirvana.

#### El grunge i l'èxit comercial
El grunge va ser un subgènere del rock alternatiu que va nàixer a la ciutat de Seattle a mitjans dels 80 i que va unir el hard rock dels 70 i el hardcore punk mitjançant l'ús de guitarres distorsionades, efectes fuzz i acoblaments. L'any 1991 es va convertir en un any clau dins del rock alternatiu en general i en el grunge en particular degut a la publicació de Nevermind, el segon i més conegut àlbum de Nirvana, així com dels àlbums Ten de Pearl Jam, Badmotorfinger de Soundgarden, Dirt de Alice in Chains, a banda d'àlbums alternatius com Out of Time de R.E.M. i Blood Sugar Sex Magik de Red Hot Chili Peppers. El sorprenent èxit de Nirvana amb Nevermind va provocar que les ràdios comercials començaren a programar rock alternatiu i va obrir les portes del mainstream a altres grups, al mateix temps discogràfiques multinacionals, confoses per l'èxit del gènere i impacients per traure'n profit, van començar a contractar massivament grups alternatius.
L'explosió del rock alternatiu va tenir als EUA amb l'ajuda de la cadena de televisió MTV i de Lollapalooza, un festival itinerant que va ajudar a popularitzar a grups alternatius com Nine Inch Nails, The Smashing Pumpkins o Hole. A mitjans dels 90 la música alternativa era un sinònim de grunge per als mitjans de comunicació no especialitzats i per al públic en general, i la suposada «cultura alternativa» va començar a ser comercialitzada com va passar amb la contracultura hippie a la fi dels 60. Durant els 90, molts artistes de la música comercial com Alanis Morissette o Hootie and the Blowfish van ser promocionats per les discogràfiques multinacionals com artistes alternatius aprofitant la popularitat del gènere, al mateix temps que altres grups com Third Eye Blind, Goo Goo Dolls o Matchbox 20 van prendre certes característiques del rock alternatiu per donar-los un so més comercial i convencional. El New York Times va afirmar el 1993 que «el rock alternatiu no sembla ja molt alternatiu, cada multinacional té un grapat de grups guitarrers amb camises amples i texans esgarrats, grups amb aspecte rebel i bons riffs que conreen l'obliqüitat i l'evasivitat, que oculten melodies enganxoses amb soroll i música d'artesania amb despreocupació.
Malgrat aquesta banalització, la música alternativa que es va mantindre allunyada de les companyies multinacionals i de l'enrenou mediàtic va viure una època de gran creativitat en la que van sorgir manta grups novells i nous segells com Domino Records, Matador Records o Merge Records, que es van sumar als creats durant els 80. També van aparéixer altres gèneres de rock alternatiu com el lo-fi (baixa fidelitat), caracteritzat per la baixa qualitat, intencionada o no, de les gravacions, representat per grups com Pavement, Sebadoh o Guided by Voices, moviment que tornava a les arrels del rock alternatiu donant més importància a la música i a l'actitud que a la perícia instrumental i a les gravacions sofisticades. Altres gèneres nous com el post-rock i el math rock es van caracteritzar per explorar noves vies combinant el jazz, el rock experimental i el krautrock amb el rock independent.
D'altra banda, el moviment Riot Grrl, l'exponent del qual va ser el grup Bikini Kill, reivindicava un major protagonisme de les dones en el rock i s'inspirava en dones com Kim Gordon o Kim Deal i en grups femenins com Hole, L7 o Babes in Toyland. Les dones, a diferència d'altres corrents musicals, van tindre un gran pes al rock alternatiu; moltes bandes van tindre dones instrumentistes en la seua formació i grups i artistes com Throwing Muses, Belly, The Breeders, Liz Phair, Juliana Hatfield, Come, Sleater-Kinney o la britànica PJ Harvey entre d'altres, van destacar per cantar lletres en les que tractaven temes com l'amor i el sexe des d'un punt de vista femení i a vegades feminista.
El protagonisme del rock alternatiu al mainstream va començar a declinar per diversos motius, entre aquests la mort de Kurt Cobain el 1994 i el litigi de Pearl Jam contra la promotora de concerts Ticketmaster, que va provocar que no pogueren actuar en bona part dels Estats Units. Tanmateix, altres grups com Weezer o Foo Fighters i grups de punk pop com Green Day i Offspring que també van ser etiquetats com a alternatius en l'època, van seguir gaudint de grans vendes a mitjans de la dècada. El 1998 altre fet significatiu va mostrar el declivi del rock alternatiu més orientat al mainstream quan el festival Lollapalooza no va poder trobar un cap de cartell per a l'edició d'aquell any, al qual es va referir la revista Spin quan va afirmar que «en aquests moments Lollapalooza es troba en una situació comatosa igual que el rock alternatiu».
A començaments del segle XXI els principals grups alternatius que van reeixir a la dècada anterior com Nirvana, The Smashing Pumpkins, Soundgarden, Alice in Chains, Rage Against the Machine i Hole s'havien dissolt. Mentrestant, l'indie rock s'estava diversificant mitjançant grups com Modest Mouse, Bright Eyes o Death Cab for Cutie, i d'altres que revisitaven el garage rock com The White Stripes o The Strokes o el post-punk com Interpol o Allie Night, bandes que van aconseguir portar el rock alternatiu a les llistes d'èxits. Amb l'èxit d'aquests grups la revista Entertainment Weekly va publicar en 2004: «Després de quasi una dècada de domini de grups de rap rock i nu-metal, el rock alternatiu d'èxit a la fi torna a ser bo».

### Rock alternatiu al Regne Unit

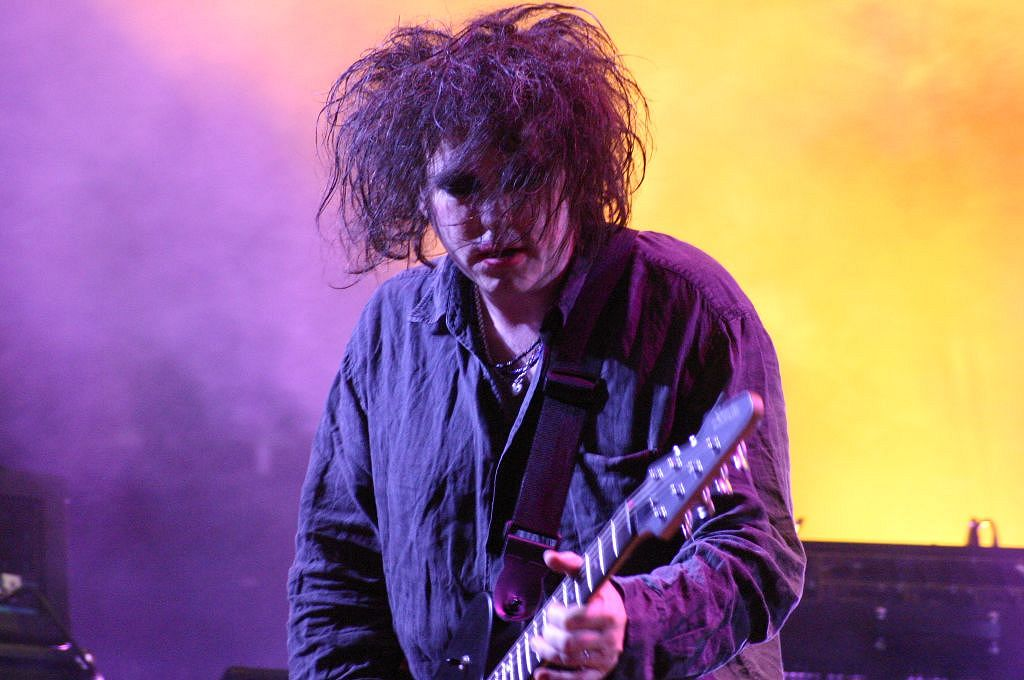
Robert Smith de The Cure

El rock gòtic va nàixer com una branca del post-punk britànic a la fi dels 70 i la majoria dels primers grups gòtics com [[]], Siouxsie and the Banshees i The Cure van ser etiquetats dins d'aquests dos corrents. El rock gòtic es va desenvolupar com a tal a principis dels 80 amb l'obertura del club Batcave i el començament de la subcultura gòtica. a mitjans de dècada, grups gòtics com Sisters of Mercy, The Mission o Fields of Nephilim van assolir les llistes d'èxits del Regne Unit, mentre que grups pioners com Siouxsie and the Banshees i The Cure es van renovar i van ampliar el seu so i assoliren l'èxit internacional a la fi dels 80.
L'indie rock i l'indie pop britànic van nàixer amb el so dels grups post-punk escocesos com Orange Juice i Aztec Camera i altres que van gravar en Postcard Records a principis dels 80. El grup més influent i popular que va aparéixer inspirat en aquest so van ser The Smiths, els quals van aconseguir grans vendes mentre influïen a tota una generació de grups des del segell Rough Trade Records. El seu ús de la guitarra elèctrica, en una època dominada pels sintetitzadors, és vist com el final de la New wave al Regne Unit, arribant a convertir-se també en un grup de culte en molts altres països. Rere la dissolució dels Smiths el 1987, el seu cantant Morrissey va iniciar carrera en solitari, tan influent com la desenvolupada amb el seu antic grup, al mateix temps que altres grups com The Housemartins, James i The Wedding Present van incidir en el mateix estil que The Smiths. Una cançó de The Wedding Present va ser inclosa en l'aclamat cassette C86 que va publicar el New Musical Express. Aquesta cinta va donar nom al moviment musical del mateix nom i es va convertir en la principal influència en el desenvolupament de l'escena alternativa britànica en general i de l'indie pop en particular. Altres grups que apareixien al mateix cassette van ser The Pastels, Primal Scream i Soup Dragons, bandes de les quals aquestes dues últimes canviarien el seu so usant elements de música electrònica pocs anys després.
Al Regne Unit també va sorgir altres formes de rock alternatiu durant els anys 80, com el que practicaven New Order, grup que va sorgir de les cendres de Joy Division després del suïcidi del seu líder Ian Curtis i que experimentava amb influències de la música electrònica i del house integrant-les en cançons indie. D'aquesta mateixa manera, l'estil de The Jesus and Mary Chain, que es basava en melodies pop embolicades en murs de guitarres sorolloses, junt al dream pop de grups com Cocteau Twins i l'space rock de Spacemen 3 van ser les principals influències del corrent shoegazing nascuda a la fi de la dècada. Aquest moviment va ser batejat d'aquesta manera pel costum dels membres que l'integraven de mirar cap avall mentre actuaven en directe, entre aquestes bandes van destacar My Bloody Valentine, Slowdive, Ride o Swervedriver i van ser predominants en la premsa britànica a la fi de la dècada. El shoegazing va compartir protagonisme amb l'escena Madchester i Baggy sorgida en la ciutat de Manchester al voltant de la discoteca The Haçienda i del segell Factory Records i va estar representada per grups com Happy Mondays, The Stone Roses o The Charlatans, que combinaven l'indie, el rock psicodèlic i la cultura rave.

#### Britpop i post-britpop

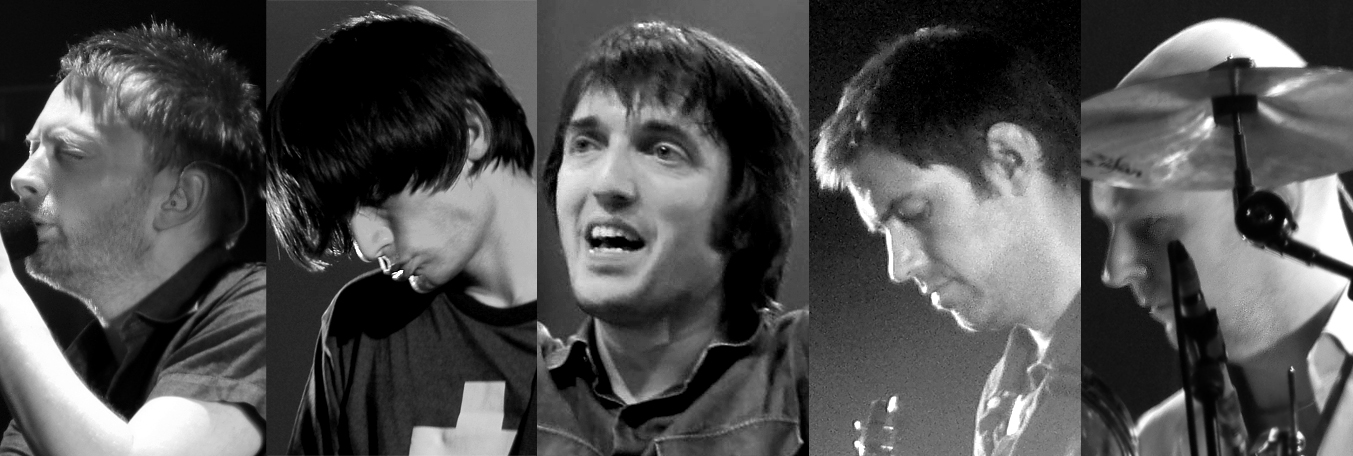
Radiohead conformat per Thom Yorke, Jonny Greenwood, Colin Greenwood, Ed O'Brien i Phil Selway.

Amb el declivi de l'escena Madchester i la poca glamurositat del shoegazing, el grunge americà va dominar l'escena alternativa i la premsa britànica al principi dels 90, en canvi, només uns pocs grups alternatius, com Depeche Mode o Radiohead, van ser capaços d'aconseguir repercussió als EUA.
Com a reacció a aquesta invasió nord-americana, van sorgir diversos grups insolentment britànics que es van proposar a «manar a fer la mà al grunge» i van declarar la guerra musical als Estats Units amb l'ajut del públic i la premsa del Regne Unit. Batejat com a Britpop per la premsa musical i amb Oasis, Blur, Suede, The Verve, Pulp i més endavant Placebo com a caps visibles, el moviment es va convertir en l'equivalent britànic a l'explossió grunge i va impulsar al rock alternatiu d'aquest país a figurar a les llistes de vendes d'altres països, a més de provocar una revitalització de la cultura jovenil britànica que va ser coneguda com a Cool Britannia. El 1995 el fenomen britpop va culminar amb la publicitada rivalitat dels seus dos grups capdavanters, Oasis i Blur, simbolitzada quan van llançar els seus sengles singles el mateix dia. Blur va guanyar la batalla del Britpop, però l'àlbum d'Oasis (What's the Story) Morning Glory es va convertir en el tercer disc més venut en la història del Regne Unit, èxit que va continuar en molts altres països.
El britpop va començar a decaure quan el tercer disc d'Oasis Be Here Now va rebre crítiques poc entusiastes i Blur va anant incorporant a la seua música influències del rock alternatiu nord-americà a partir del seu àlbum homònim. Paral·lelament, Radiohead va aconseguir que el seu disc Ok Computer fora aclamat per la crítica marcant un gran contrast amb el tradicionalisme del britpop i influint en grups com Travis i Coldplay, junt als que van liderar el rock britànic durant els següents anys. L'indie rock britànic recent ha resorgit en part gràcies a l'èxit recollit per The Strokes al Regne Unit, major que al seu país d'origen. igual que ocorre en l'indie rock nord-americà actual, molts grups alternatius britànics com Franz Ferdinand, The Libertines, Bloc Party o Arctic Monkeys arrepleguen l'herència de bandes post-punk com Joy Division, Wire, Gang of Four o The Cure.

### Rock alternatiu a Espanya

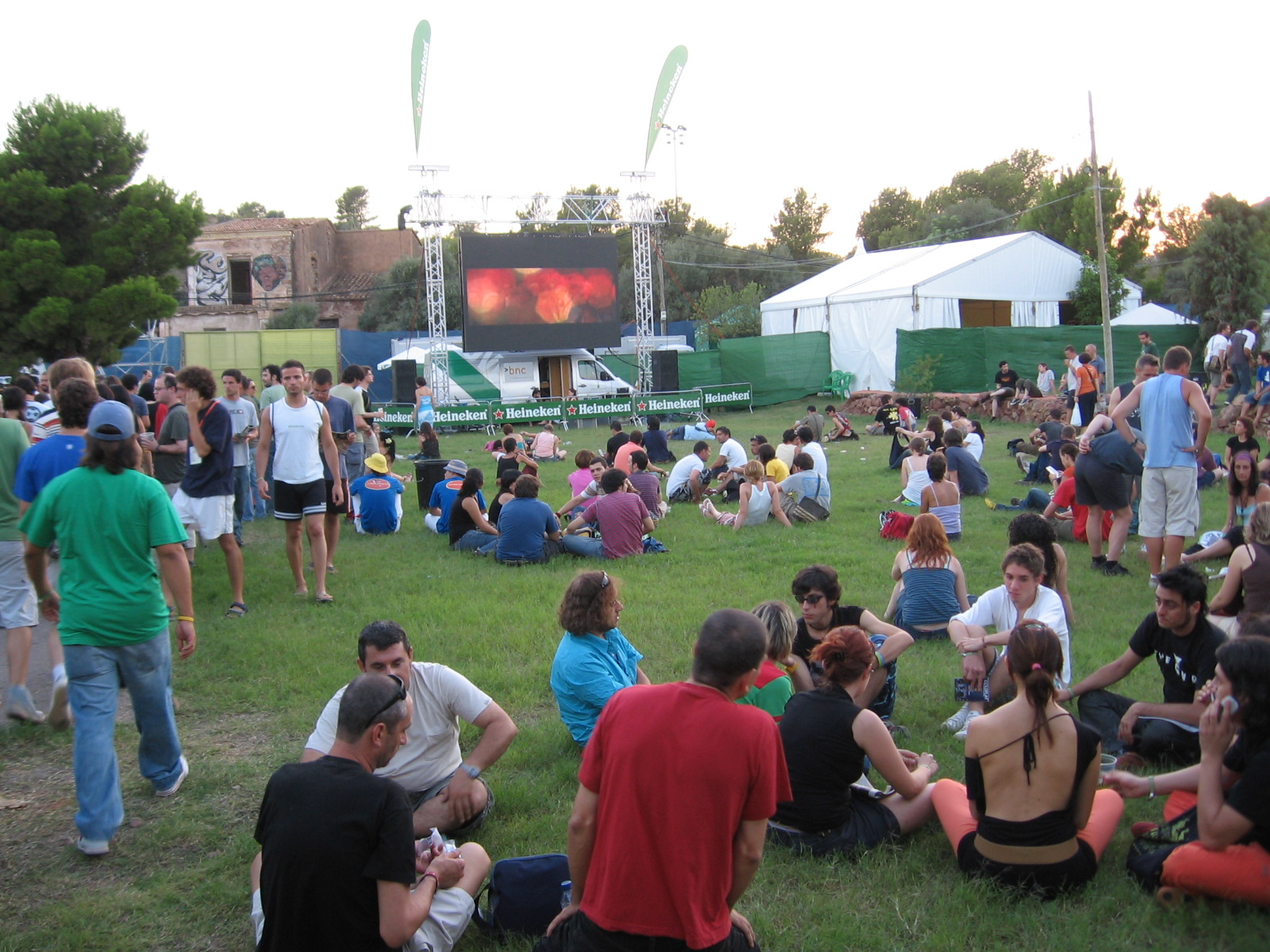
Festival Internacional de Benicàssim de 2005

El rock alternatiu a Espanya va sorgir a la fi dels 80 i el principi dels 90 paral·lelament a la popularització d'aquest gènere arreu del món. Grups com Surfin' Bichos, Lions in Love o Penelope Trip van començar a diferenciar-se dels grups supervivents de la movida madrileña prenent referència als grups alternatius anglosaxons a l'hora que naixien segells independents com Subterfuge o Elefant Records, que donaven aixopluc a les noves bandes. Gràcies a l'aparició de nombrosos fanzines i del suport dels mitjans de comunicació com l'emisora Radio 3 de RTVE o la revista Rockdelux, van aconseguir destacar, entre d'altres, grups com Australian Blonde, El Inquilino Comunista, Sexy Sadie, Lagartija Nick, Sr. Chinarro, La Habitación Roja, Los Flechazos o Los Planetas, els quals es van convertir en el grup referència de la seua generació.
L'any 1997 el grup Dover, que practicava un so més dur combinant grunge i hardcore, aconseguiria l'èxit massiu amb el disc Devil Came to Me, convertint-se en el més venut dels editats per les companyies independents espanyoles dels 90. Atretes per l'èxit de Dover, diverses companyies multinacionals van començar a contractar a grups alternatius, amb la característica comú, que tots ells cantaven en anglés, encara que cap d'ells va tindre repercussió més enllà dels cercles independents. Paral·lelament als festivals de música alternativa com el Festival Internacional de Benicàssim i el Festimad començarien a popularitzar-se obrint el camí a altres que sorgirien posteriorment com el Primavera Sound, Summercase, Ebrovisión, Contempopránea, Sonorama, dedicat exclusivament a la música indie espanyola o el Purple Weekend dedicat al pop i el món mod.
Paral·lelament a l'indie rock espanyol, majoritàriament cantat en anglés, l'indie pop va aparéixer mitjançant el moviment "Donosti Sound" el 1988 amb Aventuras de Kirlian i encapçalat per Le Mans, La Buena Vida i Family, que cantaven en castellà, tot açò influït per grups anglesos de twee pop dels anys 80 i de la chanson francesa i la bossa nova dels 60. Aquests grups, ja avançada la dècada dels 90, van donar peu a nous grups influïts d'aquesta escena, com Nosoträsh, Pauline en la Playa, Niza o Portonovo. Per altra part, pel 1997 va nàixer una altra escena basada en el pop dels 60, denominada per la premsa de llavors Acné Pop o Tontipop pel caràcter innocent de les melodies i lletres, tot això encapçalat per Los Fresones Rebeldes, La Casa Azul, TCR, Juniper Moon, Meteosat, La monja enana i Vacaciones, entre d'altres.
Així doncs, a partir dels últims anys de la dècada dels 90 l'escena alternativa espanyola s'ha diversificat notablement mitjançant l'aparició de nous segells i mitjans de comunicació, abastant variats estils que van des del post-rock de Manta Ray o Migala fins al pop rock o power pop més tradicional de Sidonie o Deluxe, el rock alternatiu amb orígens hardcore de Nuevenoventaicinco o Standstill o indie pop amb base d'electropop com Dorian, Hidrogenesse o Astrud.
Ja en l'actualitat el gènere té una gran acceptació per part del públic i dels mitjans, sorgeixen nous festivals com l'Azkena Rock a Vitoria, l'Electric Weekend a Getafe, el Festival SOS 4.8 de Múrcia, l'EscenaBCN, Arenal Sound Festival de Castelló o el Festival Low Cost de Benidorm i es poden destacar un gran repertori de grups com, per exemple, Triángulo de Amor Bizarro en el noise rock-shoegazing, La Casa Azul, Los Punsetes o Single en l'indie pop, Mendetz, The Leadings, Polock o We are Standard en el dance alternatiu, Anni B Sweet o La Bien Querida en l'indie folk, Love of Lesbian, Vetusta Morla, Iván Ferreiro o Lori Meyers en l'indie rock, The Blows en el post-punk revival, Delafé y las Flores Azules en el hip hop alternatiu o Cola Jet Set, Papa Topo, Band à Part o Guatafán en el "tontipop". A banda, a la dècada del 2000 ha aparegut una fornada de grups alternatius cantant en català, que més avall s'explicarà.

#### Rock alternatiu en català
L'escena de la música alternativa en català és relativament jove i la major part de grups han aparegut durant la dècada de 2000. El grup de música pioner en marcar-se dins d'un estil propi del rock alternatiu és el grup valencià Sant Gatxo, naixent l'any 1994 dins de l'escena del boom del rock en català. Malgrat altres grups contemporanis en català que mesclaven el rock i el pop amb la música d'arrels, reggae o ska, ells es van inspirar en altres grups anglesos i americans com Nirvana, Joy Division, Fountains of Wayne, entre d'altres, marcant-se dins de l'estil de l'indie rock i el power pop. D'aquesta època cal destacar també el grup mallorquí Antònia Font, que malgrat pertànyer a aquella escena del rock català, actualment pertanyen a l'escena de la música alternativa pop en incloure's dins de festivals d'aquest tipus de música com Summercase del 2008 o al popArb 2011 i en ser també notícia dins de blocs i magazins d'aquest caire.
Als voltants de l'any 2000 va nàixer el grup Mishima amb un estil indie pop-folk. Malgrat que van començar cantant en anglés, el seu tercer àlbum va ser gravat en català el 2005 esdevenint el pioner de l'escena indie en català a Catalunya. Tot seguit va aparéixer una nova fornada de grups basats en estils alternatius cantant en català com, entre d'altres, Manel, Els Amics de les Arts, Joan Colomo i Sanjosex amb estil indie folk; El Corredor Polonès amb estil indie rock; Mazoni i Wantun amb estil indie rock-pop; El Petit de Cal Eril i Anímic amb estil psicodèlia-folk; Rosa-Luxemburg i MiNE! amb estil post-punk; Fred i Son amb estil indie pop-jangle pop; Élena i Joan Miquel Oliver amb estil indie pop experimental, i Aias en el noise pop.

## Escena de la música alternativa mundial actual
Actualment la música alternativa gaudeix de bona salut arreu del món amb gran quantitat d'artistes de ressò internacional. També cal dir que al llarg de l'evolució de la música electrònica, aquesta ha anat introduint-se dins de la música alternativa i de l'escena indie actual. A continuació es presenten alguns grups dels nombrosos que hi ha a l'escena a la dècada de 2010.
- De Suècia provenen, entre d'altres, Mando Diao i Johnossi en indie rock, The Hives en rock garage Familjen dins de la indietrònica i Peter Bjorn and John, I'm from Barcelona, Jose Gonzalez, Lykke Li, i Shout Out Louds en indie pop.
- De Noruega hi ha Röyksopp i Casiokids dins de la música electrònica alternativa i Kings of Convenience en l'indie pop-folk.
- De França hi ha Justice dins de la indietrònica, Phoenix en rock alternatiu-synthpop, Yann Tiersen en la música d'avantguarda, Nouvelle Vague en l'indie pop i Yelle en el dance alternatiu.
- De Bèlgica provenen Vive la Fête en l'electroclash i Soulwax en el dance punk alternatiu
- D'Alemanya provenen Digitalism en el dance punk alternatiu i The Whitest Boy Alive en l'indie pop.
- D'Austràlia i Nova Zelanda provenen The Vines dins del rock garage, Cut Copy, Kids of 88 i Empire of the Sun en el dance alternatiu, Architecture in Helsinki en indie pop - avant-garde.
- D'Islàndia provenen Björk dins de la música experimental, Sigur Rós i Jónsi en el post rock i dream pop.
- Del Regne Unit provenen Belle & Sebastian, Florence and the Machine, Los Campesinos! i Camera Obscura en l'indie pop, The Horrors i 1990s en el garage, Arctic Monkeys, Kasabian, The Wombats, Kaiser Chiefs, Franz Ferdinand, White Lies i Editors en el post punk/garage revival, The Kooks, Stereophonics i Coldplay en el post-britpop, Two Door Cinema Club en l'electropop alternatiu, Klaxons en el post-punk-indietrònica, Hot Chip, La Roux i Ladytron en dance alternatiu.
- Del Canadà provenen Arcade Fire, Sloan, Hot Hot Heat i The New Pornographers dins de l'indie rock, Hexes and Ohs en indie pop electrònic, The Hidden Cameras en indie pop, Crystal Castles en indietrònica.
- Dels Estats Units d'Amèrica provenen The Strokes, The Killers, Interpol, The White Stripes, Kings of Leon en post-punk/garage revival, Vampire Weekend en l'indie rock, LCD Soundsystem, !!!, The Ting Tings en dance punk, Muse en el space rock, Weezer i Foo Fighters en el rock alternatiu post-grunge, MGMT en la neo-psicodèlia, of Montreal, The Apples in Stereo, Au Revoire Simone, Beach House, Best Coast, Fountains of Wayne i Real Estate en indie pop, Black Kids en dance alternatiu, Sufjan Stevens, Adam Green i Bon Iver en l'indie folk, Simian Mobile Disco en la indietrònica.

## Influències i estils
| Influències | Estils | |
| --- | --- | --- |
| Rock punk Post-punk New Wave Industrial Punk hardcore Heavy metal                                                                                | \| Dance alternatiu Metal alternatiu Baggy Britpop C86 Rock alternatiu cristià Rock college Dream pop Dunedin Sound Rock Geek Gothabilly Rock gòtic \| Grebo Grunge Indie pop Indie rock Indietrònica Rock industrial Jam band Jangle pop Lo-fi Madchester Rock math Noise pop \| Noise rock Paisley Underground Post-grunge Post-rock Post-punk revival Psychobilly Riot Grrrl Sadcore Shoegazing Space rock Twee pop \| | |
| Dance alternatiu Metal alternatiu Baggy Britpop C86 Rock alternatiu cristià Rock college Dream pop Dunedin Sound Rock Geek Gothabilly Rock gòtic | Grebo Grunge Indie pop Indie rock Indietrònica Rock industrial Jam band Jangle pop Lo-fi Madchester Rock math Noise pop | Noise rock Paisley Underground Post-grunge Post-rock Post-punk revival Psychobilly Riot Grrrl Sadcore Shoegazing Space rock Twee pop |